# Charles Henry Parmelee
Charles Henry Pamerlee (1er juin 1855-22 janvier 1914) est un éditeur et homme politique fédéral du Québec.

## Biographie
Né à Waterloo dans le Canada-Est, il est l'éditeur du Waterloo Advertiser de 1875 à 1880 et l'éditeur commercial du Montreal Herald de 1880 à 1883, date à laquelle il retourna à son premier quotidien. Cette même année, il devint président de l'Association de la presse des Cantons-de-l'Est. Il fut également conseiller au conseil de la ville de Waterloo et secrétaire-trésorier de la Commission scolaire.
Élu député du Parti libéral du Canada dans la circonscription fédérale de Shefford en 1896, il fut réélu en 1900 et en 1904. Il ne se représente pas en 1908.